# Serge Pacôme Aoulou
Serge Pacôme Aoulou  (1943 en Côte d'Ivoire - 7 janvier 2008 à Abidjan en Côte d'Ivoire) est un journaliste qui compte parmi les pionniers de la communication et des médias en Côte d'Ivoire. Outre sa profession de journaliste, il a occupé plusieurs fois les fonctions de rédacteur en chef à la Radiodiffusion Télévision Ivoirienne (RTI), puis a été, en 1991, le premier directeur de la seconde chaine nationale ivoirienne TV2 avant d'assurer les fonctions de Directeur des ressources humaines. Par ailleurs, il a été enseignant à l’École française des attachés de presse (EFAP) et à l’Institut des sciences et techniques de la communication (ISTC). En 2003, son épouse Marie-Antoinette Aoulou décède. Serge Pacôme Aoulou meurt le 7 janvier 2008 à Abidjan à l'âge de 65 ans. Il est inhumé le 19 janvier 2008 au cimetière de Grand-Bassam.